# Чарлс I Стјуарт
Чарлс I (енгл. Charles I of England; 19. новембар 1600 — 30. јануар 1649) је био енглески краљ (1625—1649) и други владар из династије Стјуарт. После пораза његових снага у грађанском рату с републиканским снагама Оливера Кромвела, погубљен је у Лондону. Његово погубљење изазвало огорчење и бес на европским дворовима, а у Холандији и Шпанији побијени дипломатски представници Кромвелове државе. Монархија у Енглеској обновљена 1660.

## Младост и раздобље до владавине
Рођен је у палати Данфермлин 19. новембра 1600. године као други син енглеског краља Џејмса I и Ане од Данске. Био је прилично неразвијено дете, па се наводи да није могао да хода нити да говори до узраста од три године. Када је у марту 1603. године умрла енглеска краљица Елизабета I Тјудор, а његов отац постао краљ Енглеске, Чарлса су задржали у Шкотској на медицинској нези јер су сматрали да би пут од Шкотске до Енглеске могао бити кобан за његово здравље. У Енглеску је дошао тек 1604. године. Када је одрастао Чарлс је био висок свега 162 центиметра.
Његов старији брат, Хенри Фредерик, био је службено проглашен насљедником круне и добио титулу принца од Велса, док је Чарлс 1605. године добио титулу војводе од Јорка. Двије године прије, у Шкотској је добио титулу војводе од Олбанија. Године 1612. Хенрик Фридрик умро је од епидемичног пегавца, чиме је Чарлс постао службени насљедник круне, па је 1616. добио титулу принца од Велса.
Чарлс је био под великим утицајем Џорџа Вилијерса, 1. војводе од Бакингема, омиљеног дворјанина и савјетника његовог оца. Са Вилијерсом је 1623. године кренуо у Шпанију, како би договорили евентуални брак између Чарлса и шпанске принцезе, кћерке краља Филипа III. Како су на шпанском двору захтијевали да се Чарлс преобрати на католицизам, брак је одбијен. Обојица су након повратка у Енглеску од Џејмса I захтијевали објављивање рата са Шпанијом.
Враћајући се из Шпаније, Чарлс је у Паризу упознао Хенријету Марију, сестру француског краља Луја XIII. Пон повратку у Енглеску затражио је од парламента да му одобри брак са Хенријетом Маријом, што је овај и учинио.

## Владавина
Чарлс је преузео краљевске овласти 27. марта 1625. године након очеве смрти, а 13. јуна исте године вјенчао се са Хенријетом Маријом. Први парламент изабран након његове инаугурације у мају те године био је противан његовом браку са Хенријетом Маријом јер је сматрао да ће католикиња на мјесту краљице утицати на Чарлса, те укинути ограничења вјерских слобода за католике и поткопати протестантизам као службену вјеру. Чарлс је крунисан 2. фебруара 1626. године у Вестминстерској опатији, али сам, будући да Хенријета Марија као католикиња није присуствовала протестантској крунидбеној церемонији и није крунисана као краљица пратиља.
Протестантске сумње у Чарлса повећале су се након што се окружио особама склоним Католичкој цркви, а нарочито клериком Ричардом Монтагуом који је у једном свом памфлету напао Калвиново учење. Тим памфлетом Монтагу је постао озлоглашен међу тада врло утицајним пуританцима у парламенту. Чарлс је Монтагуа узео у заштиту што је додатно појачало сумње и непријатељство према њему.

### Сукоби са парламентом
Једна од Чарлсових преокупација током владавине била је спољна политика. Желећи да помогне мужу своје сестре Елизабете, Фридриху V, изборника Палатината, који је управо био изгубио чешку круну. Заратио је са шпанским краљем Филипом IV, што му је била жеља још од његовог неславног боравка у Мадриду, када је покушао испросити руку његове сестре. Надао се да ће католички шпански краљ, успут, интервенисати код цара Светог римског царства и вратити Фридриха на чешки трон.
Међутим, и у случају рата са Шпанијом, Чарлс и парламент нису нашли заједнички језик. Наиме, парламент је преферирао јефтин поморски напад на шпанске колоније у Новом свету, у нади да би се пљачком шпанског блага могло финансирати рат са Шпанијом. Чарлс је, са друге стране, преферирао агресивнији (и скупљи) рат на континенту, па му је парламент изгласао недовољна новчана средства за такав рат, а и онемогућио га у аутономном прикупљању средстава за своје потребе што су владари прије њега могли чинити. Чарлс се оглушио на ту одлуку парламента те поступио мимо те одлуке.
Током јануара 1629. године отворено је друго засиједање парламента током Чарлсове владавине. У свјетлу недавног убиства војводе од Бакингема Чарлс је тај парламент назвао бунтовним. Једна од главних тема тог засиједања био је случај једног грађанина којем је сва имовина била конфискована будући да је одбио платити краљу приликом његова аутономног прикупљања средстава за рат против Шпаније. Парламент је изгласао резолуцију којом је сваког онога ко плаћа краљу порез и давање које није одобрио парламент проглашава "издајицом и непријатељем". Чарлс је тиме био онемогућен у провођењу своје ратне политике па је разријешио парламент.
Рат са Шпанијом завршио се крајње неповољно по Енглеску, највише захваљујући неспособности војводе од Бакингема. Чарлс је потакао нове немире увођењем пореза са којим се парламент није сложио. Иако је њиме успио сакупити нешто новца потребног за нове војне походе, војвода од Бакингема га је спискао у још једном војном фијаску. Војвода од Бакингема је убијен 23. августа 1628. године и његовом смрћу завршени су катастрофални ратови, али не и сукоби између Чарлса и парламента по питањима пореза и религије.

### Владавина без парламента
Чарлс је одлучио постати финансијски независтан од парламента, те је склопио мир са Француском и Шпанијом, а наредних једанаест година владао је апсолутистички, без парламента. Те године познате су као "једанаест година тираније".
Владајући без парламента Чарлс је наставио своју политику немилосрдног увођења нових намета како би попунио своју краљевски благајну. При томе је у употребу вратио давно заборављене феудалне прописе његових претходника који су били оптерећујући за народ, а и дјеловали као анахронизам. Тако је новчано казнио све који нису присуствовали његовој крунидби 1626. године, а новце је прикупљао и на друге непопуларне начине што је изазвало револт и отпор. Многи су се покушали одупријети плаћању, а кажњавање је овисило о Чарлсовој "доброј вољи", јер је порез, према његовом тумачењу, био краљевска привилегија и право.

### Вјерски сукоби
Чарлс је имао намјеру Англиканску цркву удаљити од учења Жана Калвина и преусмјерити ју у нешто традиционалнијем смијеру. Важан утицај на Чарлса о том питању имао је његов политички савјетник, Вилијам Лауд, надбискуп кентерберијски. У том смислу је 1633. године Чарлс започео непопуларне вјерске реформе које је Енглеска црква требало да измијени у церемонијалном дијелу литургије. Надбискуп Лауд је вјерску уједначеност покушао осигурати отпуштањем свештенства које није пристајало уз реформе, те гашењем и забрањивањем пуританских вјерских организација. То су били отворено непријатељски потези према свим новим вјерским тенденцијама које су настајале у крилу калвинистичког вјерског покрета у Енглеској и Шкотској у том времену.
Додатно уље на ватру долијевало је увођење посебних судова који је требало да кажњавају противнике вјерских реформи, а казне су сезале до физичког мучења, једино искључујући смртну казну. Безакоње и волунтаризам тих судова понекад су премашивали сва безакоња и самовоље његових претходника. Оптужене су редовито приводили на суд без оптужнице, осуђивани су без суочавања са свједоцима, а признања су добијана мучењем.
Прве године Чарлсове једанаестогодишње апсолутистичке владавине одликовале су се релативним миром у којем су тек појединачни отпори показивали незадовољство народа и вјерских кругова. Међутим, када је Чарлс своју вјерску политику покушао провести у Шкотској суочио се са бројним тешкоћама. Увођење новог молитвеника у вјерски обред Шкотске цркве схваћено је као наметање англиканског модела у Шкотску, што је изазвало отпор нижег свећенства. Године 1638. овај отпор кулминирао је смјеном Чарлсу лојалног бискупа и увођењем презбитеријанске владе у Шкотској цркви помоћу које је Чарлсу нелојално ниже свећенство управљало црквом. То је Чарлс схватио као побуну и устанак против краљевске власти.
Године 1639. избио је Први бискупски рат. Чарлс је безуспјешно покушао новац сакупити опорезивањем својих поданика. Рат је завршио понижавајућим поразом у јуну исте године, па је Чарлс био приморан загарантовати грађанске и вјерске слободе својим шкотским поданицима. Војни неуспјех у овоме рату означио је крај Чарлсове владавине без парламента. Године 1640. био је приморан опет сазвати сједницу парламента како би повећао приходе и превладао финансијску кризу. Било је то прво сазивање парламента након једанаест година самовољне владавине знане као "једанаест година тираније", а све захваљујући његовој немилосрдној порезној политици и вјерским реформама под утицајем кентерберијског надбискупа Вилијама Лауда.

### Сукоб са Шкотском и поновно сазивање парламента
На засједању парламент и Чарлс су заузели различите ставове о уговору између Чарлса и Шкота. Упркос томе што је Чарлс пристао обуставити своју контроверзну порезну политику, а парламент пристао повећати новчана издвајања за настављање Чарлсове ратне политике, неслагање је настало кад је парламент потегао питање краљевских злоупораба власти током једанаест година своје апсолутистичке власти. Како Чарлс опет није нашао заједнички језик са парламентом, у мају 1640. године га је опет разријешио и наставио са својом самовладом. У међувремену Чарлс је покушао поразити Шкоте, али тај је покушај неславно пропао. Понижавајућим уговором потписаним у септембру 1640. године Чарлс је морао пристати платити трошкове шкотске војске које је она имала бранећи се од његових напада.
Сви ови догађаји узроковали су у студеном 1640. поновно сазивање парламента. Да би дошао до пријеко потребних новчаних прихода Чарлс је у фебруару 1641. пристао на многе парламентарне захтјеве као што су обвезивање краља да барем једном у три године мора сазвати парламент, а уколико га не сазове парламент би се могао сам сазвати. У мају исте године пристао је на нови захтјев парламента према којем парламент не може бити разријешен без властитог пристанка. Надаље, Чарлс је дао формални пристанак на погубљење његових најближих сарадника Томаса Вентворта и Вилијама Лауда, укидање свих својих самовољних порезних прописа и омражених краљевских судова.
Током мјесеца новембра 1641. парламент је Чарлса оптужио за злоупорабе током његове самовољне једанаестогодишње владавине што је изазвало нове напетости, а ситуација се погоршала исте године и против-протестантским устанком у Ирској. Чарлс је окупио војску ради сузбијања устанка али парламент је, бојећи се да Чарлс војску не искористи ради пацификације својих противника у Енглеској, донио одлуку којом је Чарлса развластио од заповиједања војском. Чарлс на то није желио пристати.
Како би спријечио краља да га распушта тако често, парламент је изгласао Актове о дисолуцији, који су прописивали да се парламент мора састајати најмање једном у три године, и то у одсуству краља ако је потребно. Чарлс је убрзо почео попуштати захтјевима парламента, те се сложио са актом који је одређивао да га ни он као краљ не може распустити уколико се чланови парламента не сложе. Ускоро је био приморан да одобри егзекуцију Вилијама Лауда, свога дотадашњег савезника и савјетника. Сви прописи које је Чарлс донио за вријеме распуштености парламента проглашени су неважећим.
У новембру 1641. усвојена је листа казни за Чарлсове министре чије су одлуке биле класификоване као злоупотреба краљевских овлашћења које је Чарлс починио током своје владавине без парламента. Тензије су достигле врхунац у тренутку побуне Ираца коју је угушила војска, али многи чланови Дома народа бојали су се да ће је Чарлс послије употријебити против самог Парламента. Чарлс је одбио сљедећи закон који је парламент покушао усвојити, а састојао се од одузимања краљу заповједништва над војском.

### Ратни сукоби
Када су до Чарлса стигле гласине да парламент намјерава његову краљицу Хенрику Марију оптужити за злоупорабе власти, Чарлс је подузео драстичне кораке. Заповиједио је хапшење петеро чланова парламента које је оптужио за велеиздају, а 4. јануара 1642. наоружане јединице под краљевим заповједништвом упале су у парламент из којег су Чарлсови противници већ били побјегли. Овај краљев потез грађани Лондона сматрали су нечувеним, па су чврсто стали на страну парламента што је у даљњем току догађања било врло битна чињеница. Чарлс се више није осјећао сигурним у Лондону па га је са обитељи убрзо напустио.
Отворени сукоб још у том тренутку није почео, али су се обје стране почеле убрзано наоружавати. Чарлс је своје сједиште двора успоставио у Оксфорду одакле је надзирао сјевер и запад земље, а парламент је имао сједиште у Лондону одакле је контролисао југ и исток земље. Грађански рат почео је 25. октобра 1642. Битком код Еџхилла и настављен је с промјењивом срећом током 1643. и 1644. године када је у бици код Насебyја војна равнотежа преокренута у корист парламента и његових присталица.
Након битке код Насебyја дошло је до опсаде Чарлсовог сједишта Оксфорда због чега је Чарлс у априлу 1646. морао побјећи. Истог мјесеца шкотска побуњеничка војска је у Неwарку заробила Чарлса. Шкоти су са снагама парламента постигли споразум темељем којег су Чарлса 1647. године изручили његовим противницима.
Чарлса су током заробљеништва пребацивали на неколико мјеста а цијело вријеме његова заточеништва трајали су преговори о његову статусу. Чарлсов план био је пребацити се у иностранство или под надзор некога ко му је наклоњен. Чарлс се покушавао споразумјети са различитим странама али је са шкотским презбитеријанским побуњеницима постигао споразум пристајући на њихове захтјеве. Шкоти су, стога, стали на страну ројалистичких снага.
Ројалисти су се дигли на устанак у јулу 1648. године чиме је почео други дио грађанског рата, а Шкоти су, у договору са Чарлсом, напали Енглеску. У подручјима гдје шкотске снаге нису продрле устанци су од стране снага оданих парламенту врло брзо били угушени. Поразом шкотских снага у бици код Престона 1648. године ројалисти су изгубили рат.

## Суђење и погубљење
Заробљеног Чарлса су крајем 1648. премјестили у дворац Виндзор. Као одговор на Чарлсово организовање устанка из заточеништва парламент је својом одлуком формирао суд који би му судио. Још док је у првом наврату био заробљен парламент је био спреман понудити му часну одступницу но након посљедњих догађања сматрали су га одговорним за неоправдано крвопролиће и одлучили су му судити.
Суђење Чарлсу под оптужбом за велеиздају почело је 2. јануара 1649. године, али он се није желио упуштати у спор јер је сматрао да нити један суд нема јурисдикцију над њим будући да је он крунисањм и помазањем добио власт од Бога. Дана 29. јануара 1649. године донесена је пресуда којом је Чарлс због велеиздаје осуђен на смртну казну. Стратиште на којем ће бити извршена декапитација изграђено је у палати Вајтхол.
Чарлс је јавно погубљен 30. јануара 1649. године. Тада је један од челника парламентарних снага, Оливер Кромвел, заповиједио да се Чарлсова глава пришије на тијело како би га обитељ могла покопати. Чарлс је покопан ноћу 7. фебруара 1649. Његово погубљење изазвало огорчење и бес на европским дворовима, а у Холандији и Шпанији побијени су дипломатски представници Кромвелове државе.
Након обарања монархије државом је владало Државно вијеће чији је члан био Оливер Кромвел. Он је касније стекао титулу лорда генерала парламентарне војске. Парламент којег је Чарлс био сазвао 1640. године и који је против њега дигао побуну распуштен је 1653. године Кромвеловом одлуком. Кромвел је од тада био познат као лорд протектор Енглеске, Шкотске и Ирске. Након његове смрти 1658. године наслиједио га је неспособни син, Ричард Кромвел, што је утрло пут поновном окупљању парламента 1659. године, те рестаурацији монархије.

## Породично стабло
|  |                                      |  |  |  |  |  |  |  |  |  |  |  |  |  |  |  |
|  | 8. Метју Стјуарт, 4. гроф од Ленокса |  |  |  |  |  |  |  |  |  |  |  |  |  |  |  |
|  |                                      |  |  |  |  |  |  |  |  |  |  |  |  |  |  |  |
|  |                                      |  |  |  |  |  |  |  |  |  |  |  |  |  |  |  |
|  | 4. Хенри Стјуарт                     |  |  |  |  |  |  |  |  |  |  |  |  |  |  |  |
|  |                                      |  |  |  |  |  |  |  |  |  |  |  |  |  |  |  |
|  |                                      |  |  |  |  |  |  |  |  |  |  |  |  |  |  |  |
|  | 9. Маргарет Даглас                   |  |  |  |  |  |  |  |  |  |  |  |  |  |  |  |
|  |                                      |  |  |  |  |  |  |  |  |  |  |  |  |  |  |  |
|  |                                      |  |  |  |  |  |  |  |  |  |  |  |  |  |  |  |
|  | 2. Џејмс I Стјуарт                   |  |  |  |  |  |  |  |  |  |  |  |  |  |  |  |
|  |                                      |  |  |  |  |  |  |  |  |  |  |  |  |  |  |  |
|  |                                      |  |  |  |  |  |  |  |  |  |  |  |  |  |  |  |
|  | 10. Џејмс V од Шкотске               |  |  |  |  |  |  |  |  |  |  |  |  |  |  |  |
|  |                                      |  |  |  |  |  |  |  |  |  |  |  |  |  |  |  |
|  |                                      |  |  |  |  |  |  |  |  |  |  |  |  |  |  |  |
|  | 5. Мери Стјуарт                      |  |  |  |  |  |  |  |  |  |  |  |  |  |  |  |
|  |                                      |  |  |  |  |  |  |  |  |  |  |  |  |  |  |  |
|  |                                      |  |  |  |  |  |  |  |  |  |  |  |  |  |  |  |
|  | 11. Марија од Гиза                   |  |  |  |  |  |  |  |  |  |  |  |  |  |  |  |
|  |                                      |  |  |  |  |  |  |  |  |  |  |  |  |  |  |  |
|  |                                      |  |  |  |  |  |  |  |  |  |  |  |  |  |  |  |
|  | 1. Чарлс I Стјуарт                   |  |  |  |  |  |  |  |  |  |  |  |  |  |  |  |
|  |                                      |  |  |  |  |  |  |  |  |  |  |  |  |  |  |  |
|  |                                      |  |  |  |  |  |  |  |  |  |  |  |  |  |  |  |
|  | 12. Кристијан III Дански             |  |  |  |  |  |  |  |  |  |  |  |  |  |  |  |
|  |                                      |  |  |  |  |  |  |  |  |  |  |  |  |  |  |  |
|  |                                      |  |  |  |  |  |  |  |  |  |  |  |  |  |  |  |
|  | 6. Фредерик II од Данске             |  |  |  |  |  |  |  |  |  |  |  |  |  |  |  |
|  |                                      |  |  |  |  |  |  |  |  |  |  |  |  |  |  |  |
|  |                                      |  |  |  |  |  |  |  |  |  |  |  |  |  |  |  |
|  | 13. Доротеја од Саксе-Лауенбурга     |  |  |  |  |  |  |  |  |  |  |  |  |  |  |  |
|  |                                      |  |  |  |  |  |  |  |  |  |  |  |  |  |  |  |
|  |                                      |  |  |  |  |  |  |  |  |  |  |  |  |  |  |  |
|  | 3. Ана од Данске                     |  |  |  |  |  |  |  |  |  |  |  |  |  |  |  |
|  |                                      |  |  |  |  |  |  |  |  |  |  |  |  |  |  |  |
|  |                                      |  |  |  |  |  |  |  |  |  |  |  |  |  |  |  |
|  | 14. Улрих III Мекленбуршки           |  |  |  |  |  |  |  |  |  |  |  |  |  |  |  |
|  |                                      |  |  |  |  |  |  |  |  |  |  |  |  |  |  |  |
|  |                                      |  |  |  |  |  |  |  |  |  |  |  |  |  |  |  |
|  | 7. Софија Мекленбуршка               |  |  |  |  |  |  |  |  |  |  |  |  |  |  |  |
|  |                                      |  |  |  |  |  |  |  |  |  |  |  |  |  |  |  |
|  |                                      |  |  |  |  |  |  |  |  |  |  |  |  |  |  |  |
|  | 15. Елизабета од Данске              |  |  |  |  |  |  |  |  |  |  |  |  |  |  |  |
|  |                                      |  |  |  |  |  |  |  |  |  |  |  |  |  |  |  |
|  |                                      |  |  |  |  |  |  |  |  |  |  |  |  |  |  |  |